# Anela, Sardinien
Anela är en ort och kommun i provinsen Sassari i regionen Sardinien i Italien. Kommunen hade 630 invånare (2017).